# Amber English
Amber English (* 25. Oktober 1989 in Colorado Springs, Colorado) ist eine US-amerikanische Sportschützin.

## Erfolge
Amber English begann 2007 im Skeet bei internationalen Wettkämpfen anzutreten. Sowohl ihr Vater als auch ihr Onkel waren bereits im US-amerikanischen Nationalkader als Schützen aktiv gewesen und auch ihre Mutter und ihre Tante nahmen an Sportschießwettbewerben teil.
2010 wurde English in München im Mannschaftswettbewerb Weltmeisterin. Weitere WM-Medaillen folgten 2018 in Changwon, als sie im Einzel die Bronze- und mit der Mannschaft ihre zweite Goldmedaille gewann. Bei den 2021 ausgetragenen Olympischen Spielen 2020 in Tokio qualifizierte sich English mit 121 Punkten für das Finale. Nach fünf Durchgängen setzte sie sich mit insgesamt 56 Punkten abschließend auch gegen die Italienerin Diana Bacosi mit 55 Gesamtpunkten durch und gewann als Olympiasiegerin die Goldmedaille.
English absolvierte ein Studium an der University of Colorado Colorado Springs und gehört als First Lieutenant der US Army Marksmanship Unit in Fort Moore an.